# Amaril

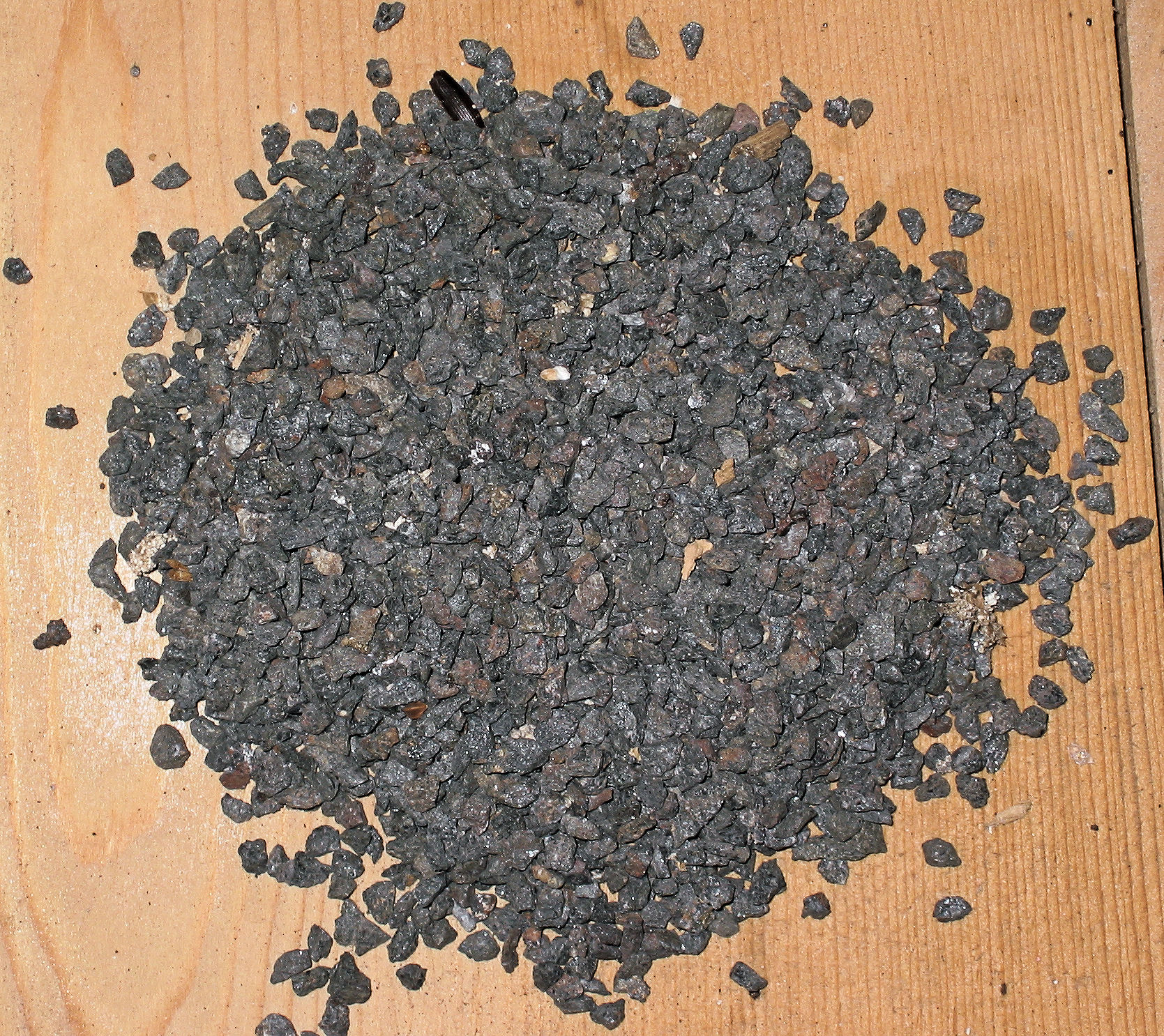
Amaril

Amaril is een fijnkorrelig gesteente (samengesteld uit ijzerhoudend spinel, korund, magnetiet, hematiet en kwarts) dat onder meer in poedervorm gebruikt wordt voor de vervaardiging van schuurpapier, schuurlinnen, instrooimateriaal afwerkvloeren, polijst- en slijpschijven. Ook wordt het gebruikt voor het maken van kunststenen, die als molenstenen gebruikt worden.
Het mineraal was reeds in de Griekse oudheid bekend. De dichter Pindarus noemde het wetsteen, en het was bekend dat koper erop kapotging. Amaril werd (en wordt nog steeds) ontgonnen op de Griekse eilanden Naxos en Samos.